# مقاطعة أسكولي بيتشينو

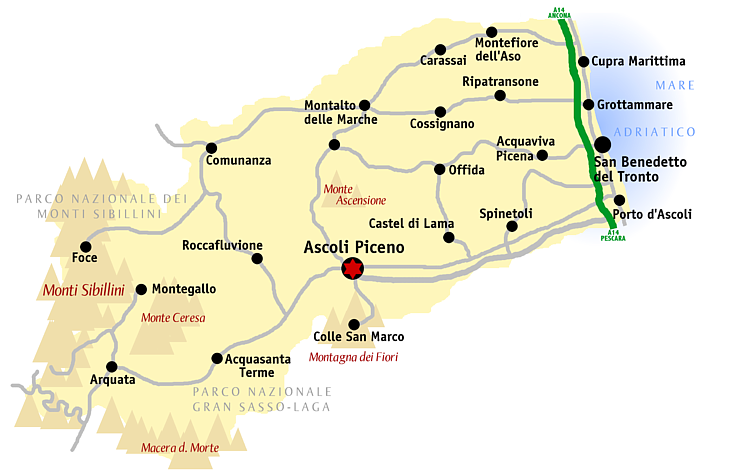
خريطة مقاطعة أسكولي بيتشينو

مقاطعة أسكولي بيتشينو (بالإيطالية: Provincia di Ascoli Piceno)‏، مقاطعة وسط إيطاليا في إقليم ماركي، عاصمتها مدينة أسكولي بيتشينو، تتطل على البحر الأدرياتي شرقا، وتحدها من الشمال مقاطعة فيرمو، ومن الشمال الغربي مقاطعة ماشيراتا، ومن الجنوب إقليم أبروتسو عند مقاطعة تيرامو وإقليم لاتسيو عند مقاطعة رييتي، ومن الجنوب الغربي إقليم أومبريا عند مقاطعة بيرودجا.
المخطط الجديد لإقامة مقاطعة فيرمو تم اقتطاعها بالكامل من مقاطعة اسكولي بيتشينو. المقاطعة الجديدة (العاصمة فيرمو) ستحتوي على مساحة قدرها 784,22 كيلومتر مربع، ويتألف من 40 مدينة وبلدة ويبلغ عدد سكانها 171.745، ولم يبقى لمقاطعة أسكولي بيتشينو إلا 33 مدينة وبلدة وسكان يقدر عددهم 210.061 نسمة على مساحة 1303.78 كيلومتر مربع.

## توأمة
لمقاطعة أسكولي بيتشينو اتفاقيات توأمة مع كل من:
- سبليت
- ديربيشاير
- سرقسطة
- إقليم غالاتس